# Françoise Saudan
Françoise Saudan (Lyon, 9 november 1939) is een Zwitsers politica voor de Vrijzinnig-Democratische Partij (FDP/PRD) uit het kanton Genève.

## Biografie
Françoise Saudan studeerde rechten en economie aan de Universiteit van Genève. Van 1985 tot 1995 zetelde ze in de Grote Raad van Genève. Van 4 december 1995 tot 2 december 2007 zetelde ze in de Kantonsraad, waarvan ze van 27 november 2000 tot 25 november 2001 voorzitster was.